# Sanctuaire Saint-Jean-Paul-II de Cracovie
 (novembre 2016).
Le sanctuaire Saint-Jean-Paul-II de Cracovie (en polonais : Sanktuarium św. Jana Pawła II), inclus dans le centre Jean-Paul-II « N’ayez pas peur » (Centrum Jana Pawła II „Nie lękajcie się”), est un sanctuaire religieux de l’Église catholique consacré à l’ancien pape et saint Jean-Paul II, très populaire en Pologne, son pays d’origine. Il est situé à Cracovie.

## Historique du centre
Le centre « N’ayez pas peur » est fondé par l’ancien secrétaire du pape Jean-Paul II, depuis archevêque de Cracovie, Monseigneur Stanislaw Dziwisz, le 2 janvier 2006. Il est situé près du sanctuaire de la Miséricorde-Divine de l’arrondissement de Łagiewniki, dévotion de laquelle l’ancien pape fut l’un des plus ardents propagateurs. La première pierre du centre fut posée par le pape Benoît XVI le 23 octobre 2010, au cours de son premier voyage apostolique en Pologne.
Le centre comporte les édifices suivants :
- le sanctuaire Saint-Jean-Paul-II ;
- l'institut Jean-Paul-II ;
- un centre de volontariat ;
- un musée dédié au saint ;
- une maison de pèlerinage ;
- un centre de conférences ;
- une maison de retraite spirituelle ;
- un parc ;
- un centre de convalescence.

## Sanctuaire
L'idée du sanctuaire a été concrétisée le 11 juin 2011, quelques semaines après la béatification de l'ancien pape. Il est consacré au bienheureux puis saint en 2014 Jean-Paul II. L'église est solennellement consacrée le 23 juin 2013 par l'archevêque de Cracovie, Stanislaw Dziwisz. L'intérieur est richement décoré de fresques relatant les moments forts du pontificat de Jean-Paul II. C'est un édifice moderne, de style contemporain. C'est un grand centre de pèlerinage pour les admirateurs de Jean-Paul II, car il s'y trouve d'importantes reliques de celui-ci, comme par exemple : sa croix papale, sa mitre, sa chasuble, une fiole de sang (placée dans une petite châsse dans le maître-autel).
Chaque 22 octobre (fête liturgique de la Saint-Jean-Paul-II), d'importants pèlerinages, célébrations et processions y sont organisés.

## Sources
- site officiel du Centre N'ayez pas peur http://www.sanktuariumjp2.pl/index.php/sanktuarium